# Projeto Minerva (Brasil)
O Projeto Minerva foi um programa de rádio brasileiro elaborado pelo governo federal e que teve por finalidade educar pessoas adultas. Todas as emissoras do país eram obrigadas a transmitir a sua programação, veiculada após a Hora do Brasil.
Foi criado pelo então Serviço de Radiodifusão Educativa do Ministério da Educação e Cultura (SRE/MEC). Iniciou suas transmissões 1º de setembro de 1970. O nome Minerva é uma homenagem à deusa romana da sabedoria.
Sua divulgação foi decorrente de um decreto presidencial e uma portaria interministerial de nº 408/70, que determinava a transmissão de programação educativa em caráter obrigatório, por todas as emissoras de rádio do país. Esta obrigatoriedade é fundamentada na Lei 5.692/71.

## Principais características oficiais do Projeto Minerva foram
O nome Minerva é uma referência à deusa grega da sabedoria.
- Contribuição para renovação e o desenvolvimento do sistema educacional e para a difusão cultural, conjugando o rádio e outros meios.
- Complementação ao trabalho desenvolvido pelo sistema regular de ensino;
- Possibilidade de promoção da educação continuada;
- Divulgação de programação cultural de acordo com o interesse da audiência;
- Elaboração de textos didáticos de apoio aos programas instrutivos;
- Avaliação dos resultados da utilização dos horários da Portaria nº408/70 pela emissora de rádio.

Foi escolhido o rádio em função dos seguintes aspectos:
- Custo mais baixo no que se referia a aquisição e manutenção de aparelhos receptores;
- O grande cobertura de emissão que havia já em 1970 - nesta época apenas grandes centros estavam cobertos pelas ondas de televisão;
- A familiaridade da clientela com o rádio.

## Críticas
O projeto Minerva foi por muito tempo divulgado pela televisão durante a época do Regime Militar de 1964. Sua eficiência sempre foi questionada. As demais emissoras de rádios eram obrigadas a transmitir a sua programação e questionavam esta obrigatoriedade. Também questionava-se, dada a sua amplitude, a possibilidade de adequação das aulas com a realidade local dos alunos.
Em contrapartida, para auxiliar no aprendizado eram distribuídos fascículos com todas as disciplinas que compunham o currículo do antigo ginásio, para o ouvinte poder seguir a aula de rádio. Os materiais eram produzidos por profissionais especializados e de alto gabarito. O material, gratuito, era cuidadosamente produzido, trazendo explicações e atividades para serem desenvolvidas no Radioposto com o auxílio do Monitor.